# Jeff Roberson
Jeffrey Lynn Roberson, detto Jeff (Houston, 20 agosto 1996), è un cestista statunitense.